# Petroglifos de Polish
Los Petroglifos de Polish están ubicado cerca de la ciudad de Tarapoto, departamento de San Martín, Perú. Son un conjunto de piedras grabadas con representaciones de animales, plantas y hoyos grabadas en bajo relieve.

## Ubicación
Se encuentran a 8.5 km de la ciudad de Tarapoto. Están cerca de la localidad de Bello Horizonte. Están situados en el distrito de La Banda del Shilcayo, provincia de San Martín, departamento de San Martín, Perú.